# Fingertips (banda)
Fingertips é uma banda de Pop / Rock portuguesa formada em 2002.
Eles lançaram o seu álbum de estreia "All 'Bout Smoke' n Mirrors" em 2003 e alcançaram o primeiro lugar nas rádios com o primeiro single "Melancholic Ballad", onde também incluiu "Picture Of My Own" como trilha sonora de uma grande publicidade de TV e "Como você me conhece". "Catharsis", é o segundo álbum lançado em 2006, tendo como singles são "You're Gone", "Cause to Love You" (#1 rádio airplay) e "Move Faster". Em 2009, os Fingertips lançaram "Magic Heart EP" e o single "Do It (Magic Colors)" alcançou a posição #1 nas rádios e #1 no iTunes.
Tocaram no Rock in Rio Lisboa eFestival Vilar Mouros. No final de 2009, o vocalista Zé Manel saiu da banda.
Em 2010, os Fingertips seguiram um novo rumo e escolheram Joana Gomes para ser a nova voz da banda. Eles lançaram dois álbuns "Venice" (2011) e "2" (2012). Em 2015, os Fingertips viajaram para Los Angeles e a cidade tornou-se o epicentro da inspiração da banda quando eles estavam gravando no The Ballroom Studios e East West Studios com Mark Needham (Imagine Dragons, The Killers, Fleetwood Mac).
Em 2018, os Fingertips anunciaram o regresso de Zé Manel à banda para celebrar o 15º aniversário e lançaram o primeiro single do ano "My Everyday".

## História

### 2002–2009: Formação e primeiros anos
Formada em 2002, no ano seguinte, 2003, a banda lançou o seu álbum de estreia. Esse álbum foi chamado de "All 'Bout Smoke N' Mirrors".
A banda, formada por Zé Manuel e Rui Saraiva, começou a percorrer o seu caminho na cena musical portuguesa moderna. Nada ao acaso, nada por acidente. Tudo com intenção, tudo por querer. Com a necessidade de vencer e conquistar seu lugar ao sol. Em inglês. Para Portugal e para o Mundo!
Em "All 'Bout Smoke N' Mirrors", todas as letras foram escritas por Zé Manuel, que apesar dos 16 anos, já apresentava uma maturidade poética muito avançada em que misturava, de forma simples, o seu lado melodramático, nostálgico, irónico e sonhador. Estas canções foram compostas por Rui Saraiva e Hélder de Matos de forma simples mas ousada, enquadrando-se na perfeição nos poemas.
"All 'Bout Smoke N' Mirrors" foi um dos maiores sucessos de 2003, com dois dos singles mais descarregados / ouvidos nas rádios portuguesas: "Melancholic Ballad (For The Leftlovers)" e "How Do You Know Me".
A banda usou imagem como uma ferramenta importante e a banda por saber disso aposta muito nisso. Não só nas fotos promocionais, mas também no cuidado visual dos vídeos "Balada Melancólica (For The Leftlovers)" e da inovação 3D com "How Do You Know Me". "Melancholic Ballad (for the Leftlovers)", dirigido por João Costa Menezes e com a participação especial da atriz Débora Monteiro, foi seleccionada para Festivais Internacionais de Torrelavega (Espanha), Leicester e Londres (Inglaterra) e Clermont-Ferrand (Françɑ).
Esta canção foi a responsável por toda a loucura que invadiu a rádio e a televisão portuguesas no ano de 2004: na rádio, a canção atingiu o 1º lugar das canções mais tocadas e a banda conquistou o prémio de melhor artista nacional na rádio Nova Era estação; na televisão, o tema fez parte da trilha sonora da novela "Celebridade" e fez com que a banda fosse indicada a dois Globos de Ouro nas categorias Melhor Canção e Melhor Grupo.
Em 2004 a música "Picture Of My Own" foi o tema escolhido por uma marca de cerveja portuguesa para servir de banda sonora para a sua nova campanha. Uma única acção que parou todos os canais de TV Nacional às 22h00 de Abril de 2004, apresentou o maior anúncio publicitário (3,00 min) alguma vez realizado em Portugal. Durante este ano, o Fingertips abriu a primeira parte do concerto The Corrs no Estádio Municipal de Braga, onde actuou no palco principal do Festival Vilar de Mouros . Para encerrar o ano, tocaram o Reveillon com Nelly Furtado. Durante o resto do ano, a Fingertips presenteou o seu público com um conjunto de concertos acústicos sob o título N 'Outros Luares, um concerto intimista e de partilha de emoções.
A 19 de Janeiro de 2005, os Fingertips gravaram o seu primeiro DVD ao vivo, baseado num concerto acústico realizado na discoteca ACT Porto.
Em Julho de 2005, sobem ao palco do Estádio do Restelo abrindo o concerto da lendária banda inglesa Queen, numa digressão com Paul Rodgers. Fingertips iniciou as gravações de um novo álbum lançado em março de 2006: Catharsis (palavra grega que significa explosão de sentimentos).
Continuando na trajetória do álbum de estreia, o segundo e sempre difícil álbum "Catharsis" confirmou os Fingertips não como uma promessa de música nacional mas como uma certeza. Prova disso é o single "Cause To Love You", uma balada ao estilo dos Fingertips: melancólica, apaixonada, intensa e cativante.
Em Outubro de 2006 e após um verão com a importante participação no Rock in Rio Lisboa, os Fingertips apresentam mais um single "Move Faster", para além da versão normal a banda decidiu convidar Nuno Nobre aka Hydro, para fazer um remix do tema. Ligar os anos 80 às pistas de dança dos dias de hoje foi o desafio que a Fingertips colocou a Nuno Nobre, que trabalhou com maestria o triângulo Rock-Electro-Dance e marcou o remix com um mix de influências marcantes.
Maio de 2007 é o mês escolhido para o lançamento do single duplo "Outsider Nº 12" e da balada "You're Gone (Everybody Knows That)" como novas apostas para a divulgação do álbum "Catharsis". A razão pela qual a banda decidiu lançar este single duplo é que esses temas foram escolhidos pelos fãs como seus favoritos. No mesmo mês a banda estreia no seu site oficial a música da canção "18 de Março", gravada por ocasião do Portugal Fashion. Também em maio, outra surpresa do ano da Fingertips chega ao serem convidados para a banda de abertura do show de estreia de George Michael
2008 é o ano do primeiro álbum ao vivo dos Fingertips: “Live ACT” que surge no cumprimento de uma promessa, ao trazer o registo ao vivo do inesquecível concerto de Natal da banda realizado no dia 21 de Dezembro de 2007 no ACT Porto. Foi um acontecimento único, materializado em apoio do grupo à Associação Portuguesa de Crianças Desaparecidas, para o qual reverteu parte das receitas. Da revelação em 2003, os Fingertips tornaram-se, de uma vez por todas, um dos mais interessantes e fundamentais grupos portugueses, ancorados na voz e na poesia de Zé Manuel, mostrando-se em toda a sua plenitude neste concerto captado ao vivo, sob o título “ Live ACT ".
2009 marca o retorno do Fingertips para a criação de novos temas e gráficos musicais. “Do It (Magic Colors)”, acelera a rotação nas rádios portuguesas e em Abril de 2009 atingiu o 1º lugar na emissão nacional e 1º lugar no iTunes.
Mas 2009 foi um ano turbulento, após os primeiros lugares baterem, o cantor Zé Manel anuncia à imprensa em Novembro a sua saída dos Fingertips.

### 2010–2017: Uma Nova Voz
Em 2010, os Fingertips, liderados pelo seu compositor principal Rui Saraiva, decidiram dar um novo rumo. A necessidade de uma nova voz, novos sons, uma nova imagem e atitude que complementasse o grupo foi surgindo e eles foram em busca dessa voz.
No dia 24 de fevereiro de 2010, a partir da parceria entre a LG Electronics, a RFM e os Fingertips lançaram um concurso inédito. O objectivo era encontrar o vocalista da banda, comandado por Rui Saraiva. O Desafio RFM / LG percorreu oito cidades do país numa primeira fase, com um conjunto de audiências para os candidatos que se inscreveram para o concurso.
A 8 de Maio de 2010, a final com 6 finalistas decorreu em São Pedro do Sul, distrito de Viseu, com Joana Gomes a tornar-se a nova voz dos Fingertips. Com a chegada de Joana, a banda finalizou algumas ideias que tinha em estúdio e lançou o single antecipado "Simple Words", a primeira música gravada com Joana Gomes. “Simple Words” coloca o novo som melódico e intenso da banda no horizonte. Uma balada com a doce e sensual voz de Joana, onde se pode ouvir um piano melódico. O solo de guitarra traz de volta memórias de décadas passadas e cortes delicados com paixão, em um refrão individual e intenso. Composta pelos produtores Rui Saraiva e Hélder de Matos e marca a chegada do letrista Virgílio Fino, um londrino com grandes raízes portuguesas.
No dia 30 de Maio de 2010, os Fingertips subiram ao palco do Rock in Rio Lisboa com a nova vocalista Joana. No show participaram dois convidados especiais: o guitarrista Alexandre Almeida e o músico / cantor brasileiro Zé Ricardo, que interpretou o primeiro single da banda "Simple Words" em dueto.
Entre meses em estúdio e concertos em Portugal, o álbum "Veneza" estreou-se mundialmente em Março de 2011. Os Fingertips apresentaram o álbum "Veneza" num concerto especial durante o Portugal Fashion 2011, com uma imagem criada pelo designer Júlio Torcato, (amigo da banda há muitos anos). "Venice" inclui os singles "Simple Words", "Thinking About You" e "Dreaming of the Moon". A música "Dreaming of the Moon" foi remixada pelo DJ Pete Tha Zouk.
Após seis meses em estúdio, o álbum "2" chega ao público no dia 5 de Março de 2012. O disco "2", o segundo disco da banda com Joana, significa a dualidade que existe diariamente: certo e errado, noite e dia, branco e preto, silêncio e ruído. Onde a música é emoção, comunicação e relacionamento.
"Running Out of Time" foi o primeiro single do álbum "2" e nos mostrou que nos nossos dias vivemos contra o tempo, que ele passa por nós sem perceber e que às vezes precisamos parar, nos acalmar e deixar vai com o fluxo. Um tema que reflecte bem o dia a dia da banda e a fase por que passaram, entre o trabalho, o estresse e sem poder parar e ter momentos de tranquilidade. No fundo, viver contra o tempo que insiste em passar rápido.
A banda iniciou uma digressão por Portugal visitando mais de 20 cidades, de Março de 2012 a Setembro de 2012. Em cada concerto foi representada a história de cada cidade, a história da banda, a história de vida e a história de cada um de nós. A extenuante energia e vivacidade vivenciada em cada concerto fica patente na atitude da banda, que não quer fazer música para as massas, mas sim Música no seu verdadeiro sentido e adequada a todos aqueles que se habituaram a ouvir os grandes sucessos desta banda com qualidade e bom gosto. Esta digressão contou com o apoio da rádio RFM, da televisão SIC e dos parceiros PT / TMN, MusicBox, Tiffosi e Terras do Demo.
Fingertips é música, é comunicação, é emoção e muito mais que isso. O aspecto solidário associado à música é um compromisso social que a banda desafia e leva a conhecer várias instituições / fundações ao longo da sua digressão “2”. A ponta dos dedos mostrou que música e solidariedade podem e devem estar unidas, ajudando quem mais precisa. Para tanto, foi criado o ingresso solidário, que consiste no desconto no ingresso do show para as pessoas que trouxerem uma cesta básica que será revertida para as instituições beneficiadas. Caritas, Cruz Vermelha, Acreditar, Banco Alimentar contra a Fome, entre tantas outras foram as instituições incluídas nesta viagem "2".
Em Outubro de 2012, os Fingertips fizeram a sua primeira aparição na Ásia com vários shows em Xangai e Hangzhou.
Em 2013, os Fingertips, inspirados por sua experiência na Ásia, começaram a preparar um novo caminho para a promoção internacional de sua música. Eles desenvolveram um novo trabalho criativo em estúdio e receberam o apoio de Safta Jaffery (Muse, Stone Roses, Coldplay, Radiohead) e Ron Saint Germain (Jimi Hendrix, U2, Michael Jackson, Red Hot Chili Peppers, etc.)
Eles são convidados a criar a música oficial do Eurogym 2013. A música “Let's Share” foi apresentada na cerimónia de apresentação do Estádio de Coimbra. Em 2014 o Fingertips iniciou a promoção internacional com concertos no Brasil (São Paulo e Rio de Janeiro) e na China no West Bund Music Festival. Em 2015 eles viajam para Los Angeles para gravar novo material original com o produtor Mark Needham ( The Killers, Imagine Dragons, Fleetwood Mac, Moby, etc). Enquanto isso, a promoção internacional continua com vitrines em Los Angeles, Toronto, Brighton, Amsterdão, Singapura, Sydney, Tóquio, Xangai, Berlim e outras cidades.
Ainda no ano de 2015 publicam o single "Out of Control", produzido e mixado por Mark Needham no The Ballroom in Hollywood. Muitos singles de airplay de rádio internacional são apresentados (KROQ Los Angeles, CA), (KNDD Seattle, WA), (WRUR Rochester, NY), (KKDO Sacramento, CA), (Triple MMM, Austrália) entre muitos outros. Voltam a Xangai para filmar o videoclipe do single "Out of Control" com o realizador Vasco Mendes.
Em 2016 iniciaram uma viagem pela Europa, passando por Paris, Bruxelas, Amsterdão, Hamburgo, Berlim onde filmaram um documentário sob a direção do realizador Vasco Mendes. Eles voltam a Hollywood em Abril para gravar com Mark Needham o single "Kiss Me" e convidam o realizador Vasco Mendes para produzir o novo vídeo, aproveitando as paisagens de Hollywood, Santa Monica e Venice Beach. Ainda em 2016, os Fingertips deram um concerto na Casa da Música do Porto para o público português que espelha o trabalho criativo que têm desenvolvido nos últimos meses.
No ano de 2017 editaram o single “Somebody New” e escolheram a sua cidade natal Viseu para filmar o vídeo oficial.

### 2018-presente: Retorno de Zé Manel
Em comemoração do 15º aniversário do lançamento do 1º álbum “All'Bout Smoke 'n Mirrors”, os Fingertips anunciaram o regresso de Zé Manel para participar nestas celebrações. Toda a discografia gravada entre 2003 e 2009 é reeditada em formato digital, tendo sido também lançadas novas canções originais em 2018.

## Membros
- Rui Saraiva - compositor, produtor, baixo, guitarra, piano (2003 - presente )
- Zé Manel - vocal (2003-2009) (2018 - presente )
- Jorge Oliveira - bateria (2003-2009) (2018 - 2025)
- Vasco Saraiva - guitarra (2022 - presente)

## Músicos
- Domingos Alves - piano (2003-2006)
- Alexis Dias - guitarra (2003-2008)
- Rodrigo Ribeiro - violão (2008-2012)
- Joana Gomes - vocais (2010- 2018)
- Marito Marques - bateria (2010-2012)
- Alexandre Almeida - guitarra (2010) (2012)
- Alexandre Tomás - bateria (2012-2013)
- João Abrantes - guitarra (2012-2014)
- Cecilia Costa - bateria (2013-2016)
- Rui Paiva- piano (2022- presente)
- Vasco Saraiva (2022- presente)

Prémios e Nomeações
| Ano  | Prémio         | Categoria     | Resultado  |
| ---- | -------------- | ------------- | ---------- |
| 2004 | Globos de Ouro | Melhor Grupo  | nomeados   |
| 2004 | Globos de Ouro | Canção do Ano | nomeados   |
| 2004 | Nova Era       | Grupo do Ano  | Vencedores |

## Discografia

### Álbuns
| Titulo                              | Posição | Galardão |
| ----------------------------------- | ------- | -------- |
| "All 'Bout Smoke' n Mirrors" (2003) | 22      | platina  |
| "Catharsis" (2006)                  | --      |          |
| "Venice" (2011)                     | --      |          |
| "2" (2012)                          | --      |          |
| "15" (2018)                         | 4       |          |

- All 'Bout Smoke' n Mirrors (2003)
- Catharsis (2006)
- Venice (2011)
- 2 (2012)
- 15 (2018)

### Álbuns ao vivo
- Live ACT (2008)

### EP'S
- EP Magic Heart (2009)

### Singles
| Título                                    | ano  | Posição Atingida nos Top (Portugal) | Galardão |
| ----------------------------------------- | ---- | ----------------------------------- | -------- |
| "Melancholic ballad (For the leftlovers)" | 2003 | 1                                   |          |
| "Picture of My Own"                       | 2004 | 1                                   | Ouro     |
| "Cause to Love You"                       | 2006 | 1                                   | Ouro     |
| "Move Faster"                             | 2006 | -                                   |          |
| "Do It ( magic Heart)"                    | 2009 | 1                                   |          |

- Melancholic Ballad (For The Leftlovers) (2003)
- How Do You Know Me (2004)
- Picture Of My Own (2004)
- Rock You For Free (2005)
- 'Cause To Love You (2006)
- Move Faster (2006)
- Outsider No. 12 (2007)
- You're Gone (Everybody Knows That) (2007)
- DO IT (Magic Colors) (2009)
- Simple Words (2010)
- Thinking About You (2010)
- Dreaming of the Moon (2011)
- Running Out Of Time (2012)
- Let's Share (2012)
- Out Of Control (2015)
- Kiss Me (2016)
- Somebody New (2017)
- My Everyday (2018)

## Turnês de concertos
- Turnê 'Bout Smoke' n Mirrors (2003-05)
- N'Outros Luares (2004)
- Tour da catarse (2006–07)
- Grandes Emoções (2008)
- Tour ACT ao vivo (2008)
- Magic Heart Tour (2009)
- Veneza Tour (2010-11)
- 2 Tour (2012–13)
- De Portugal para o Mundo (2014–17)